# Aleksei Kangaskolkka
Aleksei Kangaskolkka (Vyborg, 29 de outubro de 1988) é um futebolista finlandês que já atuou no MyPa, Tampere United, e na Seleção Finlandesa de Futebol sub-21.